# 横浜上原教会
横浜上原教会（よこはまうえはらきょうかい）は、神奈川県横浜市西区にある旧メソジスト派の日本基督教団の教会で、日本の旧メソジスト教会では最古の教会である。
1873年にアメリカ・メソジスト監督教会の教会は、日本伝道を開始した、1875年3月に山手223番地に土地、ジョナサン・ゴーブルが建てた会堂を購入する。会堂を天安堂と名付ける。
最初の礼拝は、I・H・コーレルによって1875年6月20日に持たれた。1886年に天安堂を長者町に移し、1889年に横浜美以教会と名付けた。1888年11月に戸部に戸部教会が設立され、二宮安次が伝道を担当した。
1908年には寺本顕証が中心になって横浜中央伝道会と呼ばれる伝道所を開いた。後に、本牧教会と改称する。
1923年関東大震災の時に、3教会が大火災で焼失する。再建されるが、1945年5月の横浜大空襲の際に時に横浜教会と本牧教会が焼失する。終戦後、1946年2月に、戸部教会で三教会が合同礼拝を行う。高柳伊三郎を牧師に迎えて、戸部合同教会が設立された。
1951年11月新会堂を建設し横浜上原教会と改称する。

## 歴代牧師
- 山鹿旗之進
- 平田平三
- 高柳伊三郎
- 田中亀之助
- 栗村左衛八